# 紅玉いづき
紅玉 いづき（こうぎょく いづき、1984年 - ）は、日本の小説家。

## 人物・来歴
石川県金沢市生まれ。石川県立金沢桜丘高等学校、金沢大学文学部卒業。受賞時のペンネームは紅玉伊月（こうぎょく いづき）。ペンネームは誕生石のルビーから。
小学生のときにコバルト文庫に熱中して小説を書き始めた。
2006年、『ミミズクと夜の王』で第13回電撃小説大賞・大賞を受賞。電撃文庫には珍しく挿絵を使わず、正統派の児童文学的な作風が話題になった。
文芸を志した契機となったコバルト文庫への思いは絶えず、2019年には同文庫の紙書籍刊行停止の報を受け同人誌「少女文学」を創刊。
かつて同文庫で活躍した若木未生、須賀しのぶなどの寄稿を受け、2022年までに5号を数えている。
2022年、上記「少女文学」等同人活動を通じて親交を深めた栗原ちひろらと株式会社ツクリゴトを設立、社長に就任した。
2023年6月、日本SF作家クラブ会員となる。

## 作品

### 単行本

#### 人喰い三部作・関連作品
『ミミズクと夜の王』『MAMA』『雪蟷螂』の3作は、人喰い三部作と称され、同一世界観に基づく。『毒吐姫と星の石』は『ミミズクと夜の王』の続編。
- ミミズクと夜の王（2007年2月 電撃文庫 / 2022年3月 メディアワークス文庫【完全版】） - イラスト：磯野宏夫（電撃文庫）、MON（メディアワークス文庫）
  - メディアワークス文庫版には「鳥籠巫女と聖剣の騎士」を追加収録。
- MAMA（2008年2月 電撃文庫 / 2022年11月 メディアワークス文庫【完全版】） - イラスト：カラス（電撃文庫）、MON（メディアワークス文庫）
  - メディアワークス文庫版には「黒い蝶々の姫君」を追加収録。
- 雪蟷螂（2009年2月 電撃文庫 / 2022年12月 メディアワークス文庫【完全版】） - イラスト：岩城拓郎（電撃文庫）、MON（メディアワークス文庫）
  - メディアワークス文庫版には「悪魔踏みの魔女」を追加収録。
- 毒吐姫と星の石（2010年11月 電撃文庫 / 2022年4月 メディアワークス文庫【完全版】） - イラスト：磯野宏夫（電撃文庫）、MON（メディアワークス文庫）
  - メディアワークス文庫版には「初恋のおくりもの」を追加収録。

#### ようこそ、古城ホテルへ
イラスト：村松加奈子
- ようこそ、古城ホテルへ 湖のほとりの少女たち（2011年9月 角川つばさ文庫）
- ようこそ、古城ホテルへ（2） 私をさがさないで（2011年12月 角川つばさ文庫）
- ようこそ、古城ホテルへ（3） 昼下がりの戦争（2012年6月 角川つばさ文庫）
- ようこそ、古城ホテルへ（4） ここがあなたの帰る国（2012年12月 角川つばさ文庫）

#### サエズリ図書館のワルツさん
イラスト：sime
- サエズリ図書館のワルツさん 1（2012年8月 星海社FICTIONS / 2023年5月 創元推理文庫）
  - 創元推理文庫版には「ナイト・ライブラリ・ナイト 真夜中の図書館のこどもたち」（「ナイト・ライブラリナイト さえずり町の夜」改題）を追加収録。
- サエズリ図書館のワルツさん 2（2013年8月 星海社FICTIONS / 2023年6月 創元推理文庫）
  - 創元推理文庫版には「電子図書館のヒビキさん」「サエズリ図書館のタンゴくん」を追加収録。

#### 大正箱娘
イラスト：シライシユウコ
- 大正箱娘 見習い記者と謎解き姫（2016年3月 講談社タイガ）
- 大正箱娘 怪人カシオペイヤ（2017年3月 講談社タイガ）

#### 悪魔の孤独と水銀糖の少女
イラスト：赤岸K
- 悪魔の孤独と水銀糖の少女（2018年5月 電撃文庫）
- 悪魔の孤独と水銀糖の少女II（2019年5月 電撃文庫）

#### その他
- ガーデン・ロスト（2010年1月 メディアワークス文庫） - イラスト：上条衿
- ブランコ乗りのサン＝テグジュペリ（2013年2月 角川書店 / 2015年12月 角川文庫） 
  - 【改題】今宵、嘘つきたちは光の幕をあげる（2023年9月 ポプラ文庫ピュアフル）
    - 『小説屋Sari-Sari』2012年8月号 - 12月号連載。連載時タイトルは『少女サーカス』
- 青春離婚（2014年6月 星海社FICTIONS） - イラスト：HERO
  - 収録作品：青春離婚 / 非公式恋愛 / 家族レシピ
- あやかし飴屋の神隠し（2014年7月 メディアワークス文庫） - イラスト：宝井理人
- 現代詩人探偵（2016年3月 ミステリ・フロンティア / 2018年4月 創元推理文庫） - イラスト：新岡良平（ミステリ・フロンティア）、丹地陽子（創元推理文庫）
- 進撃の巨人 果てに咲く薔薇（2019年4月 講談社【愛蔵版】 / 2019年4月 KCデラックス【上・下】） - 原作：諫山創、日本語版著：紅玉いづき、英語版著：KODANSHA USA PUBLISHING、イラスト：緒賀岳志
- 15秒のターン（2022年5月 メディアワークス文庫） - イラスト：ろるあ
  - 収録作品：15秒のターン / 2Bの黒髪 / 戦場にも朝が来る / この列車は楽園ゆき / 15年目の遠回り
- 今宵、嘘つきたちは影の幕をあげる（2023年9月 ポプラ文庫ピュアフル）
  - 『カクヨム』2021年11月 - 2022年6月連載。連載時タイトルは『サーカス団長 シェイクスピア』

### アンソロジー（収録）
「」内が紅玉いづきの作品
- 19 －ナインティーン－（2010年12月 メディアワークス文庫）「2Bの黒髪」
- 星海社カレンダー小説2012（下）（2012年7月 星海社FICTIONS）「青春離婚」
- カレンダー・ラブ・ストーリー 読むと恋したくなる（2014年7月 星海社文庫）「青春離婚」
- 小説の神様 わたしたちの物語 小説の神様アンソロジー（2020年4月 講談社タイガ）「『小説の神様』の作り方――あるいは、小説家Aと小説家Bについて」
- 少女小説とSF（2024年3月 星海社FICTIONS）「とりかえばやのかぐや姫」
- 神様の本（2025年1月 メディアワークス文庫）「カミサマは待ちぼうけ」

### 雑誌等掲載作品
- 鳥籠巫女と聖剣の騎士（『電撃文庫MAGAZINE』Vol.17 2011年1月号 / 2014年8月 電撃文庫【電子書籍】） - 『ミミズクと夜の王』『毒吐姫と星の石』のスピンオフ
- 青春離婚（最前線 2011年11月） - イラスト：HERO
- ナイト・ライブラリナイト さえずり町の夜（『毎日新聞』朝刊〈大阪版〉 2014年1月連載） - イラスト：sime
- 悪魔語りのテオ（『電撃文庫MAGAZINE』Vol.37 2014年5月号、Vol.39 2014年9月号 - Vol.44 2015年7月号） - イラスト：赤岸K
- サエズリ図書館のワルツさん 電子図書館のヒビキさん（『紙魚の手帖』vol.09 FEBRUARY 2023）

## ゲームシナリオ
- FRAGILE 〜さよなら月の廃墟〜（ゲーム内ショートストーリー『七色クロシェット』）
- 光の4戦士 -ファイナルファンタジー外伝-

## TRPGリプレイ
- RPF レッドドラゴン（星海社FICTIONS、2012年6月 - 2014年6月 / 星海社文庫、2015年1月 - 2015年7月） - プレイヤー

## コミカライズ
- 青春離婚（2012年9月 星海社COMICS） - 漫画：HERO
- サエズリ図書館のワルツさん（2014年1月 KCデラックス） - 漫画：楠田夏子
- ミミズクと夜の王（2021年4月 - 2022年10月 花とゆめコミックス） - 漫画：鈴木ゆう

## 少女文学
自費出版の企画合同誌。紅玉が編集長を務める。
コバルト文庫の紙書籍刊行停止の報を受けて創刊。主に少女小説・少女向けライトノベル分野で活動歴のある小説家の寄稿を募り、栗原ちひろ、小野上明夜、神尾あるみとのサークル「少女文学館」としてコミティアなどで頒布している。
- 少女文学 第一号（2019年4月）[9]
  - 執筆者：紅玉いづき、小野上明夜、栗原ちひろ、神尾あるみ、北川恵美、木間のどか、七木香枝、若木未生
  - 表紙イラスト：森倉円
- 少女文学 第二号（2019年11月）[10]
  - 執筆者：栗原ちひろ、榎木洋子、市川珠輝、小野上明夜、神尾あるみ、東堂杏子、桜井美奈、本宮ことは、紅玉いづき、若木未生
  - 表紙イラスト：THORES柴本 / 扉イラスト：鳴海ゆき、ゆき哉、すみす、狐面イエリ
- 少女文学 第三号（2020年4月）[11]
  - 執筆者：小野上明夜、市川珠輝、紅玉いづき、神尾あるみ、東堂杏子、彩坂美月、栗原ちひろ、野梨原花南、若木未生
  - 表紙イラスト：鈴木次郎 / 扉イラスト：細居美恵子、☆、島田ハチ、狐面イエリ、itsumonoKATZE、すがはら竜
- 少女文学 第四号（2021年5月）[12]
  - 執筆者：須賀しのぶ、紅玉いづき、小野上明夜、東堂杏子、市川珠輝、神尾あるみ、栗原ちひろ、津原やすみ、若木未生
  - 表紙イラスト：梶原にき / 扉イラスト：梶原にき、☆、ゆき哉、狐面イエリ、すみす、島田ハチ、itsumonoKATZE、鳴海ゆき
- 少女文学 第五号（2022年5月）[13]
  - 執筆者：紅玉いづき、栗原ちひろ、森きいこ、市川珠輝、東堂杏子、小野上明夜、神尾あるみ、彩坂美月、榎木洋子、桜井美奈、佐々木禎子、野梨原花南、本宮ことは、若木未生、津原やすみ
  - 表紙イラスト：いとうのいぢ / 扉イラスト：いとうのいぢ、狐面イエリ、すみす、島田ハチ、豚箱ゑる子、藤沢チヒロ、鳴海ゆき
- 少女文学 第六号（2023年5月5日）[14]
  - 執筆者：神尾あるみ、小野上明夜、栗原ちひろ、紅玉いづき、市川珠輝、響野夏菜、森きいこ、東堂杏子、木璽チレン、若木未生
  - 表紙イラスト：高河ゆん / 扉イラスト：高河ゆん、狐面イエリ、ゆき哉、島田ハチ、豚箱ゑる子、ゆぐ、川上千尋、星灯点夜
- 少女文学 別館（2023年5月21日）[15]
  - 執筆者：小野上明夜、紅玉いづき、響野夏菜、森きいこ、東堂燦
  - 表紙イラスト：古海鐘一 / 扉イラスト：なし
- 少女文学 第七号（2024年5月19日）[16]
  - 執筆者：神尾あるみ、栗原ちひろ、紅玉いづき、織守きょうや、東堂燦、東堂杏子、木璽チレン、若木未生
  - 表紙イラスト：遠田志帆  / 扉イラスト：なし
- 少女文学 別館二号（2024年5月19日）[17]
  - 執筆者：小野上明夜、紅玉いづき、響野夏菜、森きいこ、須賀しのぶ、蒼月海里、斜線堂有紀
  - 表紙イラスト：遠田志帆 / 扉イラスト：なし
- 少女文学 第八号（2025年5月11日）[18]
  - 執筆者：東堂杏子、森きいこ、小野上明夜、栗原ちひろ、市川珠輝、紅玉いづき、蒼月海里、若木未生
  - 表紙イラスト：みずき健